# آلن ال هارت
آلن ال هارت (همچنین با نام رابرت آلن بامفورد جونیور نیز شناخته می‌شود) پزشک، رادیولوژیست، پژوهشگر سل، نویسنده و رمان‌نویس آمریکایی بود.
هارت پیشگام استفاده از پرتونگاری در تشخیص سل بود و در اجرای برنامه‌های غربالگری سل، که جان هزاران نفر را نجات می‌داد، نقش داشت . او در ۱۶ سال آخر عمر خود سرپرستی برنامه‌های غربالگری گسترده سل در کانکتیکات به کمک پرتونگاری را بر عهده داشت.
تا پیش از نوآوری هارت، اشعه ایکس عموما برای شناسایی بیماری سل استفاده نمی‌شد.
امروزه استفاده از پرتونگاری هنوز هم معیار اصلی در تشخیص سل هست.
هارت همچنین به عنوان یک رمان‌نویس، بیش از ۹ داستان کوتاه و ۴ رمان منتشر کرد که مضامین درام، عاشقانه و پزشکی را در بر می‌گیرند.
هارت یکی از اولین مردان ترنس بود که در سال ۱۹۱۷ تحت عمل جراحی هیسترکتومی در ایالات متحده قرار گرفت.

## اوایل زندگی

### دوران کودکی
هارت در ۴ اکتبر ۱۸۹۰، با نام «آلبرتا لوسیل هارت» در Halls Summit، Coffey County، کانزاس به دنیا آمد. والدین او «آلبرت ال هارت» و «ادنا هارت (بامفورد)» بودند. هنگامی که پدرش در سال ۱۸۹۲ بر اثر حصبه درگذشت، مادرش به نام خانوادگی خود، بامفورد، بازگشت و با خانواده به شهرستان لین، اورگن نقل مکان کرد. وقتی هارت پنج ساله بود مادرش با «بیل بارتون» ازدواج کرد و خانواده به مزرعه پدر ادنا نقل مکان کردند.
هارت بعدها در سال ۱۹۱۱، از خوشحالی خود در آن دوران نوشت؛ زمانی که آزادانه می‌توانست به عنوان یک پسر حاضر شود و با اسباب‌ بازی های پسرانه‌ای که پدربزرگش برای او ساخته بود بازی کند. والدین و پدربزرگ و مادربزرگ هارت تا حد زیادی این بیان جنسیت را پذیرفتند و از او حمایت می‌کردند، اگرچه مادرش «آرزوی پسر بودن» او را «احمقانه» توصیف کرد. در اعلامیه‌های ترحیم پدربزرگ و مادربزرگ هارت در سال های ۱۹۲۱ و ۱۹۲۴، از او به عنوان یک نوه مذکر یاد شده است.
خانواده هارت هنگامی که او ۱۲ ساله بود، به آلبانی نقل مکان کردند. در آنجا هارت مجبور شد با ظاهر دخترانه در مدرسه حضور یابد و در آنجا با او مانند یک دختر رفتار می‌‌شد. هارت کماکان تعطیلات خود را در مزرعه پدربزرگش می‌گذراند و در جمع دوستان مذکرش به عنوان یک پسر حاضر می‌‌شد، و «به سر به سر گذاشتن دختران و انجام بازیهای پسرانه سرگرم بود».
«هارت جوان حتی در آن زمان هم متفاوت بود. برای او، پوشيدن لباس پسرانه جلوه کاملا طبیعی داشت. هارت همیشه خود را پسر می‌دانست و از خانواده‌اش خواهش می‌کرد تا موهایش را کوتاه کند و به او اجازه دهند که شلوار به پا کند. هارت از عروسک‌ بازی متنفر بود؛ اما از دکتر بازی لذت می‌برد. او از انجام وظایف مرسوم دخترانه نفرت داشت و به جای آن مزرعه‌داری با مردان را ترجیح می‌داد. این اعتماد به نفس همیشگی هارت از همان ابتدا مشخص بود؛ یک بار تصادفا نوک انگشت خود را با تبر برید، اما به خانواده اش چیزی نگفت و خودش آن را پانسمان کرد»— روزنامه «هالز سامیت نیوز»، ۱۰ ژوئن ۱۹۲۱
.

### دوران تحصیل
در طول تحصیل، هارت اجازه داشت تحت نام انتخابی خود «رابرت آلن بامفورد، جونیور» مقاله بنویسد بدون آنکه با مقاومت چندانی از سوی همکلاسی ها یا معلمانش مواجه شود. در آن زمان استفاده نویسندگان از نام مستعار رایج بود و حتی از اسامی مرتبط با جنس مخالف نیز استفاده می‌شد. هارت هم در روزنامه های محلی و هم در نشریات مدرسه و دانشگاه تحت عنوان «آلن ال هارت» یا به اشکالی چون «ارسال شده توسط پسری ناشناس» یا به طور نامشخص و خلاصه مانند «A.L.H» یا «A. Hart» مطالب خود را منتشر می‌کرد. او فقط تحت فشار همسالان یا بالادستان از نام قانونی خود استفاده می‌کرد.

آثار اولیه هارت به موضوعات مردانه می‌پردازند. حتی زمانی که از او خواسته می‌شد تا در مورد موضوعات مرتبط به زندگی، از دید زنانه‌ای بنویسد؛ او درباره موضوعات مردانه می‌نوشت‌. هنگامی هم که از هارت خواسته می‌شد در مورد همکلاسی ها یا دوستان مونث خود مطلبی بنویسد، او آنها را به عنوان بوکسور یا بسکتبالیست‌هایی پسرانه‌ای به تصویر می‌کشید.

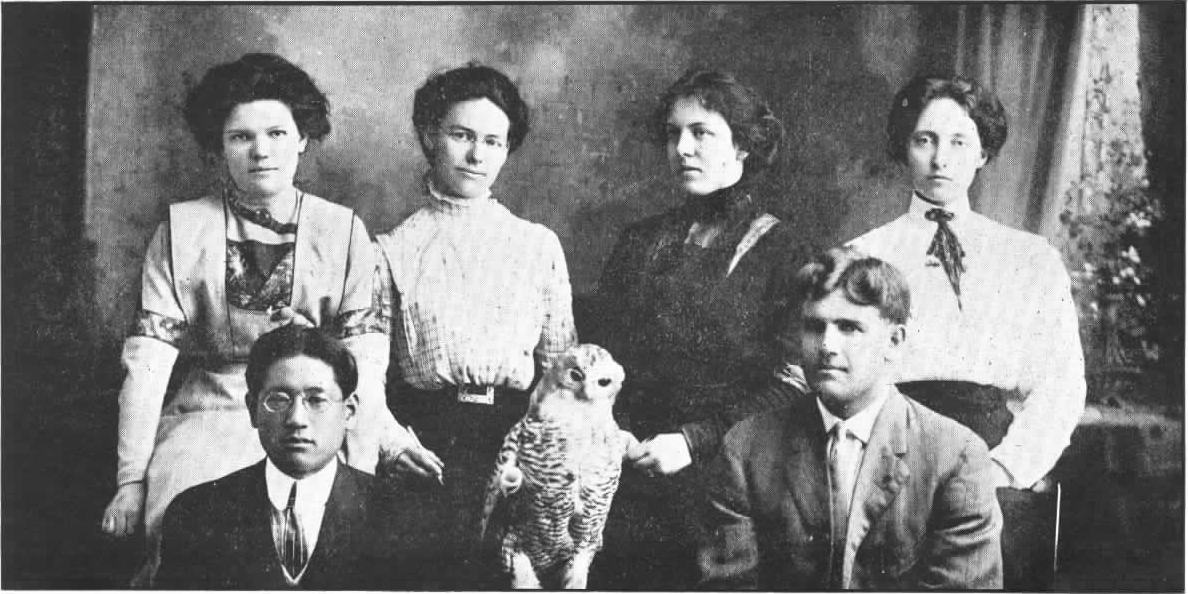
هارت (ایستاده در سمت راست) به عنوان عضو هیئت تحریریه سالنامه دانشگاه.

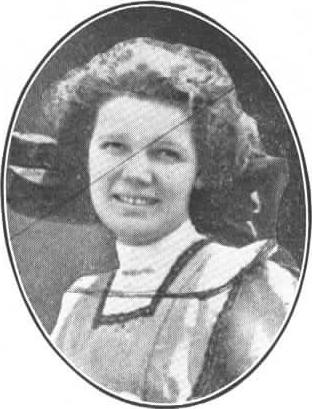
اوا کوشمن، همکلاسی و عشق دوران دانشجویی هارت.

هارت در دانشگاه البانی (اکنون به نام «دانشگاه لوئیس و کلارک» شناخته می‌شود.) تحصیل کرد؛ سپس به همراه همکلاسی و شریک عاشقانه خود، «اوا کوشمن»، در سال تحصیلی ۱۹۱۲-۱۹۱۱ به دانشگاه استنفورد منتقل شد و پس از آن به آلبانی بازگشت. هارت در سال ۱۹۱۲ از دانشگاه البانی فارغ التحصیل شد و در سال ۱۹۱۷ مدرک دکترای پزشکی خود را از دانشکده علوم پزشکی دانشگاه اورگن در پورتلند (اکنون به نام «دانشگاه علوم و بهداشت اورگن» شناخته می‌شود) کسب کرد. همچنین هارت در این دوران به کالیفرنیای شمالی رفت تا در دوره‌های دانشکده پزشکی دانشگاه استنفورد در تابستان ۱۹۱۶، که در آن زمان در سانفرانسیسکو برگزار می‌شد، شرکت کند.
هارت از اینکه مدرک پزشکی اش به نام زنانه او صادر شده بود، عمیقا ناراضی بود؛ چرا که این مدرک موقعیت های کار تحت عنوان مردانه را محدود می‌کرد. سوابق دانشگاه نشان می‌دهد که حداقل یکی از کارکنان ارشد آنجا او را درک می‌کرد؛ زیرا اسناد داخلی دانشگاه نشان می‌دهند که سوابق فارغ التحصیلی هارت با عنوان «هارت، لوسیل (معروف به رابرت ال.) پزشک» ثبت شده بود. با این‌همه، هارت می‌دانست که اگر خود را با نام رابرت معرفی کند، در آینده هر کارمندی که مدارکش را برسی کند، یا از اسم زنانه اش اطلاع می‌یابد یا برای او با نام رابرت سابقه‌ای پیدا نمی‌‌کند. هارت پس از فارغ التحصیلی برای مدت کوتاهی (به عنوان یک زن) در بیمارستان صلیب سرخ در فیلادلفیا کار می‌کرد.

## پژوهش‌ها در زمینه سل
هارت بیشتر دوران کاری خود را وقف پژوهش و درمان در زمینه بیماری سل کرد.  در اوایل قرن بیستم، این بیماری بزرگترین عامل مرگ‌و‌میر در آمریکا بود. پزشکان، از جمله هارت، متوجه شده بودند که بیماری‌های بی‌شماری (از جمله تحلیل رفتن بدن، فساد بافت ها، فساد بافت ریوی، بیماری کخ، خنازیر، سل جلدی، سل ریوی، بیماری پات و گوژپشتی ) همگی از نمونه های سل (TB) هستند. سل در ابتدا معمولاً به ریه های فرد مبتلا حمله می‌کند.
هارت از اولین پزشکانی بود که نحوه انتشار سل را از طریق سیستم گردش خون و ایجاد ضایعه بر کلیه‌، ستون فقرات و مغز که در نهایت منجر به مرگ می شود، را به اثبات رساند. دانشمندان در قرن نوزدهم کشف کرده بودند که سل نوعی اختلال ژنتیکی نیست، بلکه ناشی از باسیل‌‌های موجود در هوا هست که از طریق سرفه و عطسه به سرعت در میان افراد مجاور یکدیگر پخش می‌شود. درواقع اگرچه این بیماری ممکن است معالجه شود، اما در مراحل پیشرفته هیچ درمانی ندارد و تنها روزنه امید برای مبتلایان تشخیص زودهنگام بیماری بود.
اشعه ایکس، که تا جنگ جهانی دوم بیشتر به نام «اشعه رونتگن» شناخته می‌شد، در سال ۱۸۹۵ کشف شد؛ زمانی که هارت تنها پنج سال داشت. 
در اوایل قرن بیستم از اشعه ایکس برای تشخیص شکستگی استخوان و یافتن تومور استفاده می شد؛ اما توانایی بالقوه اشعه ایکس در تشخیص بیماری سل، هارت را به خود جذب کرد. از آنجایی که این بیماری غالبا در مراحل اولیه خود هیچ علامتی ندارد، استفاده از غربالگری با اشعه ایکس برای تشخیص زودهنگام سل بسیار ارزشمند بود. حتی دستگاه‌های ابتدایی اشعه ایکس نیز می‌توانستند بیماری را قبل از بحرانی شدن تشخیص دهند. این کار امکان درمان زودهنگام را فراهم می کرد و در اغلب موارد منجر به نجات جان بیمار می شد. در واقع با این روش می‌توان مبتلایان را شناسایی و از جمعیت جدا کرد تا شیوع بیماری به شدت کاهش یابد.
کمک های مردمی برای جمع‌آوری اعانه مانند کمپین تازه ایجاد شده «Christmas Seal» به تأمین مالی این تلاش‌ها کمک کرد. تا زمانی که آنتی‌بیوتیک‌ در دهه ۱۹۴۰ معرفی شد، پزشکان با استفاده از تکنیک‌هایی که هارت توسعه داده بود، توانستند تعداد مرگ و میر ناشی از سل را به یک پنجاهم کاهش دهند.
هارت در سال ۱۹۳۷ توسط «انجمن سل آیداهو» استخدام و بعداً افسر کنترل سل ایالت شد. او اولین درمانگاه غربالگری سل را هم به صورت ثابت و هم به صورت سیار در آیداهو تأسیس کرد و رهبری مبارزه ایالت آیداهو علیه سل را بر عهده داشت. هارت در بین سال‌های ۱۹۳۳ و ۱۹۴۵ برای برگزاری سخنرانی، انجام غربالگری‌های دسته‌ جمعی سل، آموزش کارکنان جدید، و درمان اثرات همه‌گیری در روستاهای آیداهو سفرهای زیادی کرد.
هارت که نویسنده ای باتجربه و نوشته هایش قابل فهم عموم بود، به طور گسترده برای مجلات پزشکی و نشریات مشهور مطلب می‌نوشت و  سل را هم برای مخاطبان تخصصی و هم عمومی شرح می‌داد و در مورد پیشگیری، تشخیص و درمان آن توصیه هایی ارائه می‌کرد. در آن زمان واژه «سل»، مشابه بیماری های آمیزشی، نگرش منفی در اجتماع به همراه داشت؛ به همین خاطر هارت اصرار داشت که درمانگاه های او  با نام «درمانگاه قفسه سینه»، خود را «پزشک قفسه سینه» و بیمارانش را «بیماران قفسه سینه‌ای» شناخته شوند.
در سال ۱۹۴۳، هارت که دیگر از چهره های شاخص در حوزه پرتوشناسی سل به حساب می‌آمد، شواهد گسترده خود را در زمینه سل و سایر موارد قابل تشخیص با کمک اشعه ایکس در خلاصه جامعی گردآوری کرد. اسم کتاب «این پرتوهای اسرارآمیز: بحثی غیر فنی در مورد استفاده از اشعه ایکس و رادیوم، مخصوصا در پزشکی» هست (ناشر. Harper & Brothers)(These Mysterious Rays: A Nontechnical Discussion of the Uses of X-rays and Radium , Chiefly in Medicine )؛ که هنوز کتاب معتبری محسوب می‌گردد و به چندین زبان از جمله اسپانیایی ترجمه شده است.
در سال ۱۹۴۸، هارت به عنوان مدیر بیمارستان و «مرکز توانبخشی کمیسیون سل» ایالت کنتیکت منصوب شد. هارت به همان شیوه ای که در آیداهو پیش گرفته بود، مسئولیت برنامه گسترده‌ غربالگری سل با کمک اشعه ایکس را در سراسر ایالت بر عهده گرفت و بر اهمیت تشخیص و درمان زودهنگام سل تاکید کرد. هارت تا پایان عمر خود در این سمت باقی ماند؛ و به دلیل کمک به مهار شیوع سل در کنتیکت، همانند برنامه ‌ای که در شمال غربی آرام پیش گرفته بود، هارت چهره معتبری به حساب می‌آمد. دیگر برنامه های مشابه در این زمینه بر اساس رهبری و روش شناسی هارت در ایالت های دیگر نیز انجام شد و جان هزاران نفر را نجات داد.

## گذار جنسیت
هارت پس از رسیدن به بزرگسالی، به دنبال مشاوره روانپزشکی و جراحی رفت تا به زندگی خود به عنوان یک مرد ادامه دهد. جراحی هارت، اولین جراحی ثبت شده تطبیق جنسیت ترنس های مرد در ایالات متحده آمریکا می‌باشد.,
اگرچه جراحی‌های تطبیق و بازتایید جنسیت قبلاً در آلمان انجام شده بود، از جمله جراحی کارل ام بائر، مرد ترنسی که تحت درمان ماگنوس هیرشفلد، سکسولوژیست آلمانی، قرار گرفت و توانست حق خدمت در ارتش آلمان را به دست بیاورد.
پرونده کارل ام. بائر  در سالهای ۱۹۰۷-۱۹۰۶ به وسیله جلب حمایت همزمان از بخش های روانپزشکی، قانونی و جراحی، روال تازه‌ای را برای جراحی تطبیق و بازتایید جنسیت ایجاد کرد. دیگر برای چنین جراحی هایی سوابق پزشکی و قانونی وجود داشت و  به نظر می‌رسد که شیوه هارت در جراحی تطبیق جنسیت خودش از پرونده بائر برگرفته شده بود.
در سال ۱۹۱۷، هارت با دکتر «جاشوا آلن گیلبرت» (Joshua Allen Gilbert)، پزشکی از دانشگاه اورگان، تماس گرفت و درخواست جراحی کرد تا قاعدگی قطع و حتی احتمال حاملگی نیز از بین برده شود. هارت همچنین استدلالی بر پایه اصلاح نژادی به گیلبرت ارائه کرد، مبنی بر اینکه فردی با «وارونگی غیرعادی» (abnormal inversion) باید عقیم شود.
گیلبرت در ابتدا مخالف این‌کار بود، اما پذیرفت که هارت «بسیار باهوش هست و بیمار روانی نیست، اما مبتلا به یک اختلال مرموز است که من [گیلبرت] هیچ توضیحی برای آن ندارم». گیلبرت پذیرفت که هارت خود را فقط به عنوان یک مرد می‌بیند و با استفاده از عباراتی مانند «من و بقیه رفقا (fellows)» و «یک مرد (fellow) چه کاری می‌تواند انجام دهد؟» خودش را توصیف می‌کرد.
هارت از دیدگاه جامعه‌شناختی و روان‌شناختی یک مرد است. . .هارت بدون اینکه زیر سوال برود، در بسیاری از تصاویر مانند یک مرد جلوه می‌کند.  . . .بگذارید کسی که در خود ایرادی پیدا می‌کند، روش موثری برای مقابله با مشکلش نیز ارائه کند. هارت این ایرادات را نمی‌خواهد. در این مورد، من و هارت تمام تلاش خود را کرده‌ایم— دکتر جاشوآ آلن گیلبرت، مجله «بیماری‌های اعصاب و روان»، ۱۹۲۰
جراحی‌های اولیه تطبیق جنسیت برای مردان ترنس، شامل کاشت بافت بیضه به جای تخمدان‌های برداشته‌ شده بود. تا سال ۱۹۰۳  هورمون‌های متبلور مردانه در مقادیر قابل استفاده از ادرار مردان استخراج شده بود، اما استفاده از آن خطر عفونت را به همراه داشت.
جراحی هارت در دانشکده پزشکی دانشگاه اورگن در تعطیلات زمستانی ۱۹۱۷–۱۹۱۸ تکمیل شد. سپس هارت نام خود را به طور قانونی تغییر داد.
هارت در بیمارستان سانفرانسیسکو مشغول به کار شد. در آنجا یکی از همکلاسی‌های سابق او را شناخت و در روزنامه «Spokesman-Review» در ۶ فوریه ۱۹۱۸ ترنسجندر بودن هارت فاش شد. مقاله از هارت با نام تولد و ضمایر زنانه یاد و او را «فارغ‌التحصیل بانمک دانشگاه استنفورد که به خلقیات پسرانه علاقه دارد» توصیف کرد.

هارت در مصاحبه با یک روزنامه محلی، اعلام کرد: 
از زمانی که این تغییر را در زندگی‌ خود انجام داده‌ام، خوشحالتر از همیشه هستم و تا زمانی که زنده‌ام به این راه خود ادامه خواهم داد. . . . هرگز [پوشیدن] البسه مردانه را مخفی نکرده‌ام. . . . به زادگاه خود بازگشتم تا به دوستانم نشان دهم که از چیزی سرافکنده نیستم.— آلن ال هارت
تا سال ۱۹۲۰، هورمون‌های مصنوعی (توسط فردریش بایر) ساخته نشدند. در زمانی که هورمون تستسترون در دسترس قرار گرفت، هارت شروع به مصرف آن کرد و این درمان منجر به مردانه‌سازی ظاهر او شد؛ از قبیل بم شدن صدا و توانایی رشد مو صورت.

## مرگ
هارت در سال ۱۹۶۲ و در اثر نارسایی قلبی درگذشت. طبق وصیتنامه او، جسدش سوزانده و خاکستر حاصل در پیوجت ساند پخش شد. هارت و همسرش ادنا، تابستان‌های زیادی را در آنجا گذرانده بودند.